# Svedberg
Svedberg (zkratka S či Sv), též Svedbergova jednotka, je odvozená jednotka fyzikální veličiny známé jako sedimentační koeficient. Tato veličina charakterizuje sedimentaci daných částic při ultracentrifugaci nezávisle na centrifugačním zrychlení. Konkrétně udává poměr rychlosti sedimentace ke zrychlení. Rozměrem této veličiny je čas.
Definice: 1 Svedberg = 1 S = 10−13 sekund
V biologii se udává často sedimentační koeficient velkých a malých ribozomálních podjednotek či celých ribozomů. Zatímco prokaryotické organismy mají sedimentační koeficient celého ribozomu 70 S, eukaryota mají 80 S.